# Uckerfelde
Uckerfelde – gmina w Niemczech, w kraju związkowym Brandenburgia, w powiecie Uckermark, wchodzi w skład urzędu Gramzow.
Przez gminę przebiega autostrada A11, łącząca Berlin z granicą polsko-niemiecką, na której przechodzi w autostradę A6, prowadzącą do Szczecina.
W gminie znajduje się pięć zabytkowych kościołów, sięgających XIII w., zlokalizowanych w Bietikow, Bertikow, Falkenwalde, Hohengüstow i Weselitz.

## Demografia
Wykres zmian populacji Uckerfelde w granicach z 2013 r. od 1875 r.: